# Hreczani Pody
Hreczani Pody (ukr. Гречані Поди) – wieś na Ukrainie, w obwodzie dniepropetrowskim, w rejonie krzyworoskim, siedziba hromady. W 2001 liczyła 634 mieszkańców.